# Adenophorus abbottiae
Adenophorus abbottiae är en stensöteväxtart som beskrevs av Warren Herbert Wagner. Adenophorus abbottiae ingår i släktet Adenophorus och familjen Polypodiaceae. Inga underarter finns listade.